# Folkefronten til Palæstinas befrielse
The Popular Front for the Liberation of Palestine (PFLP) (dansk: Folkefronten til Palæstinas Befrielse) er et politisk parti, der kæmper for et frit Palæstina. Målet er en ikke-religiøs, socialistisk, demokratisk stat hvor jøder, muslimer og andre folk kan leve i fred og fordragelighed.
PFLP er af USA Canada, Australien, og EU anset som en terrororganisation.
PFLP er den stærkeste kraft på den palæstinensiske venstrefløj og udgør den næststørste organisation i PLO. PFLP fører i dag ikke kun væbnet kamp, men arbejder også socialt, politisk og kulturelt. I flygtningelejrene i de besatte områder og i de arabiske nabolande driver PFLP skoler, kulturcentre, kvindeprojekter og meget andet. Mens PFLP tidligere boykottede valg til det palæstinensiske selvstyre, med henvisning til dens modstand mod Oslo-aftalen, stiller PFLP i dag op til både kommunalvalg og parlamentsvalg og får ca. 5% af stemmerne.

## Oprettelse
Da staten Israel i 1948 blev oprettet på arabisk, engelsk besat jord, vidste kun de færreste uden for Mellemøsten, at der boede palæstinensere der. Målet med de palæstinensiske terrorangreb og flykapringer, der fra 1970 og nogle år frem blev gennemført af PFLP, Fatah, Sorte September og andre grupperinger, var, ifølge dem selv, at sætte Palæstina på verdenskortet. Allerede i 1972 tog PFLP’s ledelse dog afstand fra flykapringer og erklærede at PFLP’s væbnede kamp alene skulle rettes mod militære mål. Dette er stadigvæk PFLP’s linje, selv om der i løbet af PFLP’s snart 40-årige eksistens er begået utallige brud på denne politik.
PFLP havde andel i 1970’ernes og 80’ernes kamphandlinger i Israel. Efter Sovjets sammenbrud gik det styrkemæssigt ned ad bakke for PFLP. PFLP har dog stadig opbakning i den palæstinensiske befolkning. Det skyldes bl.a. at PFLP holder fast i kravet om flygtningenes ret til at vende hjem.

## Forbindelse til Europa
Gennem de sidste 30 år har PFLP haft nære forbindelser til en lang række europæiske politiske partier og solidaritetsorganisationer som oftest af stærk socialistisk eller kommunistisk observans. Efter d. 11. september 2001 oprettede bl.a. USA og EU lister over terrororganisationer. På listerne figurerer knap 90 % af de palæstinensiske modstandsbevægelser. Herunder også PFLP der i 2002 blev optegnet på EU's terrorliste.

## Forbindelser til Danmark
I 1969 oprettede Kommunistisk Arbejdskreds kontakt til Folkefronten til Palæstinas Befrielse. Flere KAK-medlemmer, herunder også den egentlige leder Gotfred Appel, rejste flere gange til Mellemøsten og mødte PFLPs ledelse. I 1970 tog to medlemmer af KAK på træningslejre i Jordan, hvor de blandt andet lærte at skyde, lave bomber og andre ting. Senere tog andre medlemmer af KAK ned til PFLP året efter.
KAK blev splittet i 1978, og hovedparten af medlemmerne fortsatte i den ny organisation Manifest-Kommunistisk Arbejdsgruppe, bedre kendt som Blekingegadebanden.

### Forbindelse til Venstresocialisterne
Partiet Venstresocialisterne (VS) havde et formaliseret samarbejde med PFLP, der gik via partiets internationale udvalg. I 1978 gennemførte Fatah et terrorangreb på Tel Avivs strand, der kostede 37 civile livet. Senere samme år blev aktionen blåstemplet af VS' hovedbestyrelse 16. april, hvor bl.a. den senere borgmester i København Per Bregengaard, det senere folketingsmedlem Mikael Waldorff og borgmester Villo Sigurdsson samt bl.a. senere teaterchef Litten Hansen deltog. I 1980 gentog Niels Hermind og Kit Broholm fra VS' Mellemøstgruppe støtten til aktioner, der også har civile som mål.
VS' sympati for PFLP gjorde, at partiet i 1980 sendte en delegation til Mellemøsten. Delegationen bestod af Anne Grete Holmsgaard, der på det tidspunkt var medlem af Folketinget, Jakob Erle og Lone Johnsen, der begge var ledende medlemmer af partiet.
Delegationen mødte en række af PFLPs ledere, herunder Taysir Kuba, der var formand for PFLP's Internationale Komite og personligt havde budt Blekingegadebandens medlemmer velkommen på tidligere besøg. Sammen med Taysir Kuba og et medlem af PFLPs udenrigskomité Marwan Al-Fahoum, underskrev delegationen et "Joint Statement" på engelsk.
Denne fælles udtalelse var formet som en egentlig samarbejdsaftale og indeholdt en række aggressive formuleringer. I erklæringen hed det, at: "PFLP og VS bekræftede deres fælles opfattelse af den zionistiske stat som en racistisk enhed, der fungerer som imperialismens redskab. Begge parter bekræfter, at der ikke vil blive en løsning for det palæstinensiske folk, heller ikke det jødiske spørgsmål, uden en total destruktion af den zionistiske enhed." PFLP og VS' delegation udtrykte derefter deres tilslutning til Sovjetunionens politik og VS udtrykte sin varme støtte til PFLP: "Begge parter var enige om en fortsættelse af den palæstinensiske kamp i alle dens former."